# Pyrgilauda davidiana
El gorrión de David (Pyrgilauda davidiana) es una especie de ave paseriforme de la familia propia del este de Asia. Su nombre conmemora al naturalista francés  Armand David.

## Distribución
Se encuentra en el norte de China, Mongolia, y el sur de Siberia. Su hábitat natural son las estepas y herbazales de interior.